# Sukaratu (Bojongpicung)
Sukaratu is een bestuurslaag in het regentschap Cianjur van de provincie West-Java, Indonesië. Sukaratu telt 8649 inwoners (volkstelling 2010).